# Orlando Cazorla
Pour les articles homonymes, voir Cazorla.
Orlando Cazorla, né le 24 juin 2000, est un judoka français évoluant  dans la catégorie des moins de 66 kg.

## Situation personnelle

### Origines
Orlando Cazorla naît le 24 juin 2000.

## Carrière
Orlando Cazorla fait partie de l'équipe de France médaillée d'argent par équipe mixte lors des Championnats du monde de judo 2023 à Doha ; il ne participe pas à la finale mais dispute notamment les huitièmes de finale contre la Lituanie dans la catégorie des moins de 73 kg.

## Palmarès

### Championnats du monde
| Année | Compétition           | Lieu      | Résultat | Catégorie          |
| ----- | --------------------- | --------- | -------- | ------------------ |
| 2023  | Championnats du monde | Doha      | 2e       | Par équipes mixtes |
| 2024  | Championnats du monde | Abou Dabi | 2e       | Par équipes mixtes |